# Savîn, Kozeleț
Savîn (în ucraineană Савин) este o comună în raionul Kozeleț, regiunea Cernihiv, Ucraina, formată numai din satul de reședință.

## Demografie
Componența lingvistică a comunei Savîn
     Ucraineană (97,67%)
     Rusă (1,83%)
Conform recensământului din 2001, majoritatea populației comunei Savîn era vorbitoare de ucraineană (97,67%), existând în minoritate și vorbitori de rusă (1,83%).